# Lodovico Fregoso
Lodovico Campofregoso (Genova, 1415 – Nizza, 1489) fu il 25º doge della Repubblica di Genova.

## Biografia

Stemma nobiliare dei Fregoso

### Primi anni
Figlio di Bartolomeo Fregoso e Caterina Ordelaffi (figlia del signore di Forlì Antonio Ordelaffi), e fratello di Giano al quale fu molto legato, nacque a Genova intorno al 1415. Compì i suoi studi scolastici con l'assistenza del celebre umanista Bartolomeo Ivani, il quale sarà in seguito suo fedele amico nonché educatore dei suoi figli.
Il suo primo impegno militare avvenne nel 1437 quando, su decisione dello zio-doge Tomaso Fregoso, ricevette l'incarico di difendere la fortezza di Sarzanello, assieme al fratello Giano e il cugino Spinetta II Fregoso, dalla minaccia sempre presente del Ducato di Milano e dei Visconti. Il 28 agosto del 1437 Lodovico Fregoso fu inviato a Voltaggio a sostituire il cugino Nicolò Fregoso nella direzione delle operazioni militari nel Basso Piemonte e nell'Oltregiogo. Allo scoppiare della prima guerra nel Marchesato di Finale, e quindi contro la signoria ponentina dei Del Carretto, affiancò un altro esponente della famiglia, il luogotenente Giovanni Fregoso, e assieme a Tommaso Doria nella conquista (poi riuscita) del feudo di Stellanello. Ancora sotto il dogato dello zio Tomaso Fregoso gli fu affidato il compito di perseguire gli eretici hussiti e valdesi; nel "rintracciamento religioso" fu affiancato e aiutato dal frate domenicano Raffaele da Parnasio, quest'ultimo celebre inquisitore e teologo dell'epoca.
Vittorioso nell'assedio ponentino di Pieve di Teco tra il 1438 e il 1439, fu inviato per la Repubblica di Genova a presidiare, nel 1441, il castello di Levanto nello spezzino dai continui attacchi e assalti da parte dei fuoriuscititi genovesi e ribelli; ancora con i due cugini Spinetta II e Nicolò riportò nello stesso anno sotto l'influenza genovese le località di Voltri e Busalla e arrivando, l'8 marzo 1442, ad una trattativa pacifica con alcuni ribelli comandati da Giovanni Antonio Fieschi (quest'ultimo poi accusato di congiura e quindi punito con la pubblica decapitazione nel 1448 durante il dogato del fratello Giano). Su nomina dello zio Fregoso venne quindi promosso a vicario della cittadella di Chiavari (1442).
Con la caduta del dogato di Tomaso Fregoso il 18 dicembre 1442, preferì allontanarsi da Genova seguendo il fratello Giano in Corsica che, se pur non più governatore dell'isola per conto dei Genovesi, mantenne tuttavia dei propri possedimenti di famiglia nell'Alta Corsica come il castello di San Colombano, a Rogliano, dove Lodovico fu posto alla sua salvaguardia. Dopo una strenua difesa, fu infine catturato assieme al fratello Giano dai soldati genovesi del nuovo governatore in terra corsa Giovanni Montaldo. Scarcerato, Lodovico Fregoso fece un breve ritorno nel capoluogo ligure salvo poi fuggire al di fuori dei confini genovesi per unirsi ai rivoltosi contro i dogati di Raffaele Adorno e del suo successore Barnaba Adorno.
Solamente con la nomina a doge del fratello Giano (30 gennaio 1447) poté far ritorno a Genova entrando ufficialmente nella corte dogale e con il ruolo di ambasciatore della Repubblica - assieme ai genovesi Andrea Bartolomeo Imperiale, Pietro di Montenegro, Giacomo Fieschi e Brancaleone Grillo - nel marzo del 1447 fu a Roma per assistere all'elezione del sarzanese (e suo amico d'infanzia) papa Nicolò V. L'occasione fu propizia per Lodovico Fregoso per trattare con il nuovo pontefice i rapporti e la conferma "spirituale" della dominazione genovese nell'isola di Corsica, e quindi pure dei vari possedimenti corsi dei Fregoso: un appoggio papale che divenne consenso e certezza. Sempre in veste di ambasciatore genovese arrivò qualche giorno dopo a Napoli, alla corte di Alfonso V d'Aragona, per ratificare gli accordi di pace avviati dal doge Raffaele Adorno nel 1444 e conseguentemente porre fine, arrivando ad un compresso con l'aragonese, ai sempre più numerosi attacchi dei Catalani sulle coste liguri e a danno dei traffici commerciali nel mar Mediterraneo. Ora ufficialmente signore di Corsica, Lodovico Fregoso fece quindi ritorno sull'isola corsa per contrastare vittoriosamente una nuova rivolta popolare capeggiata da Mariano da Gaggio.
Nel 1448 su ordine del fratello doge venne inviato nel ponente ligure, assieme ai cugini Nicolò e Pietro Fregoso (futuro doge), per una nuova guerra contro i marchesi Del Carretto che vide la vittoriosa imposizione del dominio della repubblica sul Finalese. Richiamato a Genova in dicembre assistette alla lenta agonia del fratello Giano che, afflitto da tre mesi da grave e incurabile malattia, morì il 16 dicembre. Lo stesso giorno il Gran Consiglio della Repubblica lo elesse nuovo doge della Repubblica, il trentaduesimo nella storia.

### Il primo mandato e il post dogato
Ereditata pure la signoria su Sarzana, inizialmente condivisa con il nipote Tommasino Fregoso (figlio del fratello Giano) e poi affidata alla madre Caterina Ordelaffi per l'avvenuta nomina dogale, il neo doge Lodovico Fregoso espanse tra i suoi primi atti del mandato proprio i domini della sua famiglia in Lunigiana ed in particolare nei centri di Tresana, Podenzana, Ponzano ed Aulla. In aiuto della madre, e del cugino Galeotto Fregoso, offrì ancora i suoi soldati contro la famiglia Malaspina in quel di Ponzano e Lusuolo. Tuttavia cercò pure di arrivare ad una trattativa con un suo cugino, Spinetta Fregoso, in favore della comunità di Lerici, nel Golfo dei Poeti, affinché concedesse diritti e autonomie al borgo.
In veste da doge di Genova dovette farsi carico della delicata questione governativa in Corsica, sottomessa pochi anni prima con l'ufficiale investitura spirituale impartita dal sarzanese pontefice Nicolò V, nominando quale nuovo governatore (o meglio dire signore) dell'isola il cugino Gian Galeazzo Fregoso. Nel suo primo dogato viene ricordato inoltre per aver cessato le ostilità contro il Marchesato di Finale dei Del Carretto che si concluse con la demolizione della fortezza di Castel Gavone, la conquista del Castelfranco e con il risparmio, secondo alcune fonti proprio per suo volere, di un probabile annientamento genovese della capitale Finalborgo, già incendiata nel 1448 dal precedente assalto repubblicano sotto il dogato di Giano Fregoso.
Sul finire del 1450 le continue sconfitte militari ai danni della repubblica, i tumulti della popolazione genovese, e forse la mai chiarita questione governativa in Corsica - di fatto, gestita dai Fregoso e non dalla Repubblica di Genova - porteranno alla caduta del dogato di Lodovico Fregoso e la successiva elezione, l'8 settembre, del cugino Pietro Fregoso che, stando ad ultime ipotesi storiche, in qualche modo favorì l'uscita del cugino (alleandosi con Nicolò Fregoso, un altro esponente della famiglia) per un proprio rendiconto personale e di potere su Genova.
Deposto e, forse, inizialmente imprigionato dal cugino Pietro, Lodovico Fregoso lasciò Genova per ritirarsi nel proprio feudo di Sarzana dove lo raggiunse la moglie Ginevrina Gattilusio che aveva trovato riparo in quei giorni di successione al dogato nel castello di Lerici. E proprio dal borgo sarzanese, sempre infeudato alla madre Caterina Ordelaffi, ora alleata dei Fiorentini, con altri esponenti della famiglia Fregoso (Lazzaro, Paolo Benedetto e Martino) iniziò a mettere in atto dimostrazioni di protesta e di opposizione contro il dogato di Pietro Fregoso. E se fallimentare fu una rivolta a Genova, nel 1454, per aizzare la popolazione contro il doge, le stesse conseguenze furono tali dall'altra parte per le varie protezioni armate che da Firenze, ma occasionalmente anche da Milano o Venezia, giungevano a Sarzana in difesa di Lodovico Fregoso. Inutili furono, inoltre, i tentativi di pace tra i due cugini operati dal cardinale Domenico Capranica.
Nel 1455, forte dell'aiuto delle famiglie Adorno e Fieschi, tentò di far sollevare la popolazione del levante ligure contro il dogato di Pietro Fregoso; per la causa arrivò pure ad una trattativa con lo storico nemico dei Fregoso, Alfonso V d'Aragona, che nel giugno di quello stesso anno preferì avviare invece una tregua con il doge. Preoccupato per un nuovo scontro armato con il cugino Lodovico, giungevano infatti notizie di soldati in marcia su Genova nel giugno 1455, Pietro Fregoso decise di arrivare a patti con quest'ultimo (4 agosto 1455) assegnandogli il vicariato della Spezia (e territorio giurisdizionale annesso, con eccezione dei borghi di Lerici e Portovenere che rimasero sotto il controllo dogale) in cambio della fine delle ostilità.
Rappacificato con il cugino doge, anche Lodovico Fregoso beneficiò degli accordi tra Pietro e il re Carlo VII di Francia per quella che sarebbe divenuta una nuova e seconda dedizione genovese verso la corona d'oltralpe a partire dal gennaio 1458. Con la nomina di Giovanni II di Lorena quale governatore di Genova per i francesi, ottenne nuovamente il vicariato spezzino con l'aggiunta delle importanti castellanie di Arcola, Lerici, Tivegna, Trebiano Magra e Vezzano. Il mancato pagamento di una parte di quei 9.000 ducati accordati per la cessione di Genova provocò già nel settembre-ottobre 1458 una prima reazione di protesta di Lodovico Fregoso contro il governatore francese, che culminò nel luglio del 1460 con il sequestro di una nave genovese carica di mercanzia proveniente da Pisa a mo' di pignoramento verso il suo debito. Inoltre, ancora come atto di protesta, disobbedì all'ordine di cattura impartito da Giovanni d'Angiò per il cugino Galeotto Fregoso, accusato di congiura, sostenendolo nella sua lotta.
Dopo la ribellione genovese nel marzo del 1461 contro la corona francese, e al ritorno dell'indipendenza repubblicana, inizialmente Lodovico Fregoso sostenne l'armata d'oltralpe (rifugiata nella fortezza del Castelletto) solamente per ritardare e contrastare l'elezione di Prospero Adorno quale nuovo doge di Genova (12 marzo); tuttavia, pochi giorni dopo, arrivò con quest'ultimo ad una trattativa che lo condusse nuovamente a ritirarsi al di fuori dei confini genovesi, forse nel feudo di famiglia a Sarzana. Fece ritorno nel capoluogo ligure nell'estate di quel 1461, in concomitanza della nuova carica a doge assunta dal cugino Spinetta Fregoso il 18 luglio, sbarcando dal porto con un buon numero di armati e marciando verso il Castelletto, ancora in mano ai Francesi, dove gli fu consegnato dall'ex governatore di Genova Ludovico la Vallée.
Il dogato del cugino durò una manciata di giorni, abdicò il 24 luglio, e proprio Lodovico Fregoso fu eletto quale suo successore: il trentaseiesimo nella storia della repubblica. A titolo compensativo quest'ultimo offrì al suo parente il vicariato della Spezia trattenendo a sé, sempre per motivi di credito nei suoi confronti, la signoria su Lerici.

### I due dogati e gli ultimi anni
Diversamente dal primo dogato che durò all'incirca due anni, il secondo mandato di Lodovico Fregoso s'interruppe il 14 maggio 1462 quando venne deposto e poi sostituito da un altro suo cugino: l'arcivescovo di Genova Paolo Fregoso. Tuttavia, anche grazie alla mediazione di Spinetta Fregoso, convinse il primo a cedergli nuovamente il dogato l'8 giugno dello stesso anno. Fu in questo terzo mandato, il trentottesimo in successione, che gli annali ricorderanno la convocazione del Gran Consiglio per ridiscutere nuovamente il credito spettante alla sua persona nonostante le casse dello Stato fossero semi vuote per le spese dovute ai danni delle continue lotte fratricide tra famiglie genovesi.
Nuovamente deposto dal cugino arcivescovo Paolo Fregoso nel gennaio 1463, fu poi quest'ultimo a costringere il parente Fregoso alla resa e, dietro minaccia di morte, a cedere la propria fortezza del Castelletto dove, peraltro, venne pure incarcerato. Arrivato ad una mediazione con il doge di li a poco s'allontanò ancora da Genova per raggiungere la "sua" Sarzana rifiutando, però, la cessione di Lerici per l'ormai noto credito ancora spettante che venne definitivamente saldato nel 1464 in contemporanea con la nuova dedizione genovese verso il Ducato di Milano e verso il nuovo signore milanese: Francesco Sforza.
Affiancato nella gestione del feudo di Sarzana dal nipote Tommasino Fregoso, dopo la morte della madre Caterina Ordelaffi nel 1466, dovette l'anno successivo affrontare le truppe milanesi di Gian Galeazzo Maria Sforza (succeduto a Francesco Sforza) nel proprio territorio di famiglia in Lunigiana. Trovò rifugio nel castello di Lerici, ma assediato e circondato si vide quasi costretto a cedere, il 27 aprile 1468, la propria signoria su Sarzana e territori annessi (fortezza di Sarzanello, Castelnuovo Magra e Ortonovo) ai Medici di Firenze per la somma di 32 o 35 000 fiorini; quest'ultimo evento scatenerà negli anni a venire un forte contrasto tra la Repubblica di Genova e il Granducato di Toscana proprio per le rivendicazioni di proprietà sulla città sarzanese.
Giunto esule a Napoli presso la corte di Ferdinando I d'Aragona qui visse per quasi dieci anni con il titolo di ammiraglio. Solamente nel 1478 con le prime ribellioni a quella che era diventata una nuova dedizione verso Gian Galeazzo Maria Sforza, Lodovico Fregoso si unì alla causa genovese sbarcando a Piombino, nel livornese, con sette galee e raggiungendo a via terra il capoluogo ligure. Qui partecipò il 18 luglio ad un incontro con Prospero Adorno, governatore dei dodici capitani del popolo, nel Gran Consiglio che vide altri esponenti politici come Simonetto Belprato, Giovanni Ludovico Fieschi e Gian Galeazzo Fregoso. Il 28 ottobre fu nominato, con l'Adorno, a presiedere il governo dei dodici capitani, mandato che durò fino al 25 novembre quando una congiura dei Fregoso, alla quale partecipò pure suo figlio Agostino, mise fine al governo eleggendo nuovo doge un altro esponente della famiglia: Battista Fregoso.
Riappropriatosi della città sarzanese dal dicembre 1479, grazie all'aiuto della popolazione e approfittando delle difficoltá di Firenze durante la guerra dei Pazzi, Lodovico Fregoso fu nominato capitano generale della Repubblica il 3 febbraio 1480, carica che assunse pure il figlio Agostino nell'ottobre dello stesso anno. Nuovamente possessore di alcuni territori della Lunigiana, tra questi Avenza, ben presto dovette affrontare un forte esercito che da Firenze mosse in direzione del centro sarzanese: congiuntamente al figlio, il 24 aprile 1484, vista l'impossibilità concreta di difendere il territorio, presero quindi la decisione di cedere Sarzana, Sarzanello, Castelnuovo Magra, Ortonovo e Falcinello al Banco di San Giorgio. Per ritorsione verso la sua persona, la signoria fiorentina procedette invece a confiscargli la contea di Calcione e Palagio in Val di Chiana, precedentemente acquistata dal Fregoso dai Tolomei di Siena.
Ancora eletto in cariche di comando per lo stato genovese, soprattutto nel levante ligure, la morte del figlio Agostino nel 1487 lo condusse a ritirarsi a vita privata. Morì a Nizza, allora parte del Ducato di Savoia,  nel 1489.

## Discendenza
Dal matrimonio con Ginevra, figlia di Dorino I Gattilusio (o forse l'omonima cugina, figlia del fratello di Dorino, Palamede), sposata intorno al 1442, ebbe i figli Agostino, Battistina (moglie di Ambrogio Contrari di Ferrara), Leonarda (moglie di Scipione di Meliaduse d'Este), Antoniotto e Novella.